# Żeglarstwo na Letnich Igrzyskach Olimpijskich 1900 – 2–3 t (wyścig II)
Klasa 2 t – 3 t (wyścig I) był jednym z wyścigów żeglarskich rozgrywanych podczas II Letnich Igrzysk Olimpijskich w Paryżu. Zawody odbyły się w dniu 22 maja 1900 r. 
W klasie 2 – 3 t rozegrano dwa wyścigi olimpijskie, w każdym z nich przyznano osobne medale olimpijskie.
W zawodach wzięło udział cztery jachty z dwóch krajów. Niestety nie są znane pełne składy ekip.

## Wyniki
| Pozycja | Sternik (Państwo)   | Załoga                                | Nazwa jachtu | Waga | Czas rzeczywisty | Handicap | Czas    |
| ------- | ------------------- | ------------------------------------- | ------------ | ---- | ---------------- | -------- | ------- |
| 1       | E. William Exshaw   | Frédéric Blanchy Jacques Le Lavasseur | Ollé         | 2.1  | 3:48:29          | 29:05    | 4:17:34 |
| 2       | Susse               | Doucet Godinet Mialaret               | Favorite     | 3.0  | 3:50:10          | 33:47    | 4:23:57 |
| 3       | Auguste Donny       | b.d                                   | Mignon       | 2.09 | 4:18:53          | 33:20    | 4:52:13 |
| DNF     | Ferdinand Schlatter | De Cottignon Emile Jean-Fontaine      | Gwendoline   | 3.0  | -                | -        | -       |